# Pandanus spinistigmaticus
Pandanus spinistigmaticus är en enhjärtbladig växtart som beskrevs av Folke Fagerlind. Pandanus spinistigmaticus ingår i släktet Pandanus och familjen Pandanaceae.
Artens utbredningsområde är Java. Inga underarter finns listade.